# Твердохлебовка
Твердохле́бовка — село Богучарского района Воронежской области России.
Административный центр Твердохлебовского сельского поселения.

## География
Село находится на левом берегу реки Богучарка, в 17,5 километрах от центра города Богучар.

## Население
| 1859 | 1897  | 2000 | 2005 | 2010 |
| ---- | ----- | ---- | ---- | ---- |
| 3095 | ↘3042 | ↘815 | ↘731 | ↘726 |

## История
Основано в 1720 году донским казаком Леонтием Твердохлебовым. В 1797 году местные казаки построили здесь деревянную церковь, и Твердохлебовка стала селом. В 1816 году в селе насчитывалось 328 дворов. В 1833 году была построена кирпичная церковь Михаила Архангела. В конце XIX века население села превысило три тысячи человек, здесь стала действовать одна из крупнейших в Воронежской губернии пасек. В 1879 году в селе скончался Е. М. Чехов — дед великого русского писателя.
Особенностью села является его неудачное местоположение в пойме реки, из-за чего случаются частые затопления жилого сектора, поэтому для защиты от паводков в 1970 году был построен обводной канал имени Индовицкого.

## Улицы
- ул. Калинина,
- ул. Лиманская,
- ул. Малаховского,
- ул. Мира,
- ул. Молодёжная,
- ул. Садовая,
- ул. Советская,
- ул. Степная,
- ул. Чехова.

## Инфраструктура
На территории села находятся:
- дом культуры на 250 мест;
- 11-летняя школа на 380 человек;
- детский сад на 50 мест;
- церковь «Михаила Архангела» (разрушена вследствие длительного хранения в ней ядов, восстановлению не подлежит). У подножия церкви благоустроен родник;